# Dealurile și podișurile României
Aceste unități morfologice constituie o treaptă intermediară de relief între munți și câmpii, fiind situate la interiorul și preexteriorul arcului carpatic. Cele mai importante sunt:
- Podișul Transilvaniei
- Piemonturile Vestice
- Dealurile de Vest
- Subcarpații
- Podișul Moldovei
- Podișul Dobrogei
- Podișul Getic

## Podișul Transilvaniei

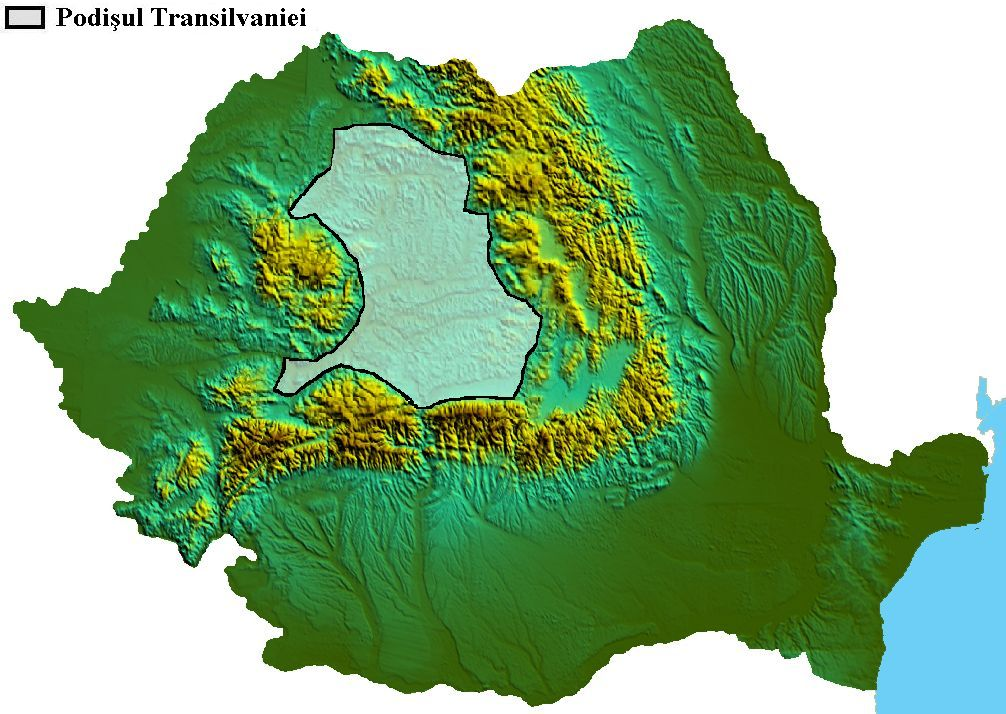
Podișul Transilvaniei

Podișul Transilvaniei este situat în centrul României, aproape în întregime înconjurat de grupurile muntoase ale Carpaților Orientali, cele ale Carpaților Meridionali și ale Carpaților Occidentali. Podișul Transilvaniei, Munții Carpați și Câmpia de Vest au o climă continentală. Temperatura variază mult în timpul anului, existând veri calde în contrast cu ierni foarte reci. Aceste zone mai plate au cele mai bune terenuri agricole și sunt faimoase pentru orașele și satele lor. Părți vaste acoperă Podișul Transilvaniei și munții. Dealurile podișului au altitudini cuprinse între 250 m și 800 m, iar munții care fac parte din Munții Carpați au înălțimi de până la 2544 m (Vârful Moldoveanu).
Ca forme de relief în Podișul Transilvaniei se găsesc câmpii, depresiuni și podișuri:
- Depresiunea Transilvaniei este alcătuită din Depresiunea Mureș-Turda, Depresiunea Sibiului, Depresiunea Făgărașului,
- Podișul Transilvaniei este alcătuit din Podișul Târnavelor, Podișul Hârtibaciului (cea mai întinsă subunitate a Podișului Târnavelor), Podișul Secașelor, Câmpia Transilvaniei și Podișul Someșan.

## Subcarpații
Subcarpații reprezintă o unitate de relief de altitudine mijlocie care se desfășoară atât la exteriorul arcului carpatic, (între văile Moldovei și Motrului) cât și în interiorul său, (în zonele Bistrița - Homoroade, Hârtibaciu - Ocna Mureș și Turda - Beclean).
Subcarpații apar ca o treaptă de relief între munți și  regiunile jose de la exteriorul acestora, fiind constituiți dintr-o asociere de culmi deluroase separate prin văi sau prin depresiuni.

## Dealurile de Vest
Dealurile de Vest reprezintă o unitate geografică deluroasă situată în partea vestică a Carpaților Occidentali. Ei au o întindere discontinuă de la Carpații Orientali, în nord, la granița cu Serbia, în sud. Se limitează în partea de est cu Carpații Occidentali și Depresiunea colinară a Transilvaniei, iar în partea de vest cu Câmpia de Vest.
Dealurile de Vest sunt formate din:
- Dealurile Silvaniei, în partea de nord, cuprinzând Jugul intracarpatic și depresiunile submontane Șimleu și Baia Mare.
- Dealurile Crișanei, mărginând Apusenii, cu numeroase depresiuni golf.
- Dealurile Lipovei situate la sud de Mureș.
- Dealurile Banatului, ce sunt situate în dreptul Grupei Banat.

## Podișul Moldovei

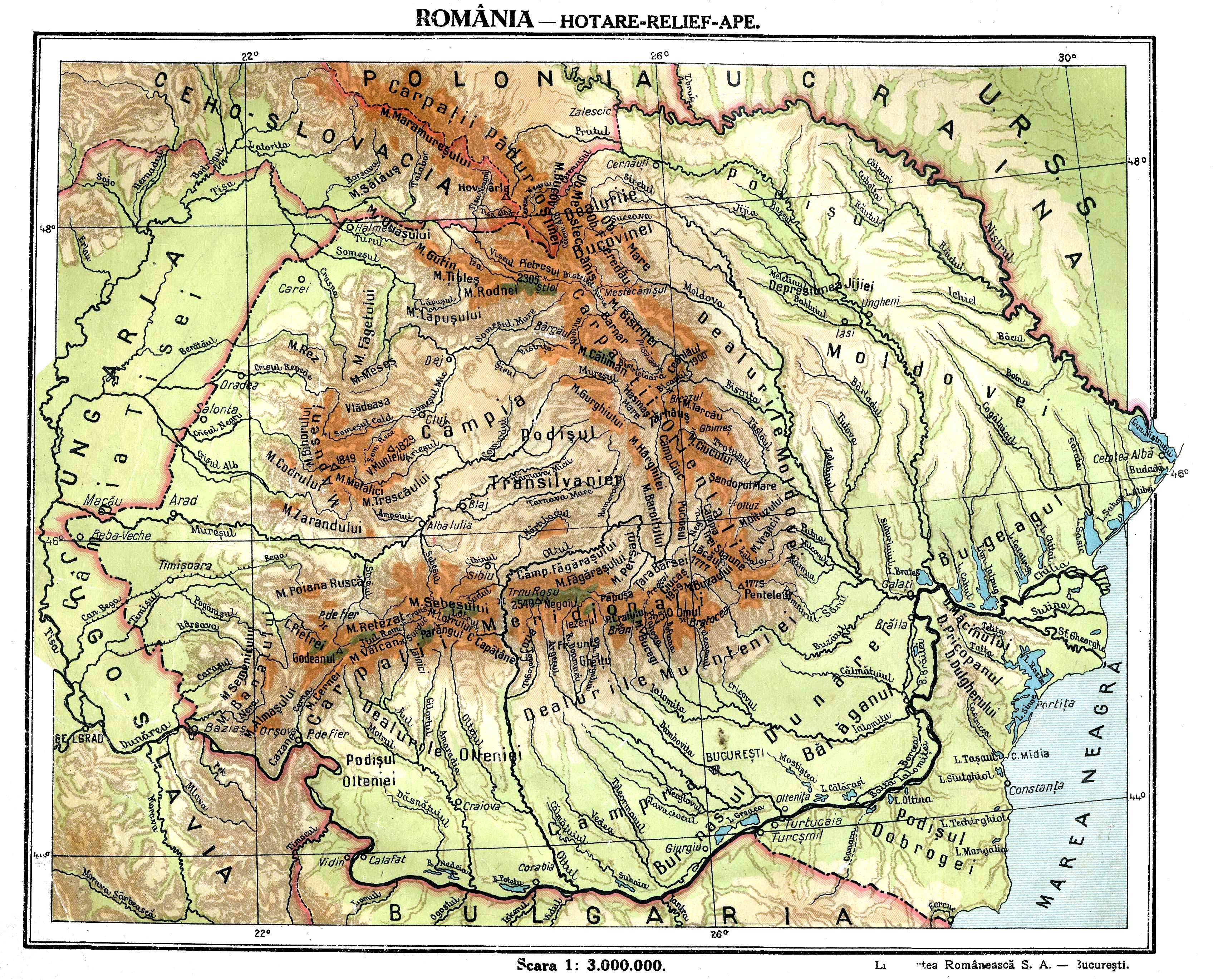
Harta fizică a României Mari cu reprezentarea integrală a Podișului Moldovei

Podișul Moldovei este un podiș situat în părțile de est și nord-est ale României, continuându-se și dincolo de Prut, în Republica Moldova și Ucraina. Limite acestei forme geografice sunt:
- nord: Prutul superior
- est: Valea Nistrului (Republica Moldova)
- sud: Câmpia Română, Dunărea și Marea Neagră
- vest: Culoarul Siretului și Subcarpații Moldovei

### Subdiviziuni și diviziuni
a. Podișul Sucevei este situat în partea de nord-vest, între granița cu Ucraina la nord (se prelungește chair și dincolo de graniță), Câmpia Moldovei (Jijiei) la est și valea râului Moldova la vest. Acesta cuprinde:
- dealuri: Dragomirnei, Fălticenilor, Ciungi (688 m), Ibănești, Bour, Cozancea, Dealul Mare.
- depresiuni: Rădăuți, Culoarul Moldovei, Culoarul Siretului.

b. Dealurile Nistrului,

- Podișul Hotin
- Podișul Basarabiei de Nord
- Colinele Nistrului (Colinele dintre Nistru si Răut)

c. Câmpia Moldovei ocupă partea central-nordică, fiind delimitată de Platoul Basarabiei de Nord (la est), Colinele Nistrului (la est), culmea Bour-Dealul Mare (la vest), Podișul Hotin (la nord) și Podișul Central Moldovenesc (la sud). Subdiviziunile sunt: 
- Câmpia Jijiei (în vest),
- Câmpia Prutului Mijlociu (în centru) și
- Câmpia Răutului (în est)

d. Podișul Central Moldovenesc este situat în partea centrală și de sud a Podișului Moldovei. Acesta cuprinde:
- Podișul Bârladului (secțiunea din România), care include:
  - Colinele Tutovei,
  - Dealurile Fălciului,
  - Podișul Covurlui.
  - depresiuni: Depresiunea Elanului.
- Masivul Codru (secțiunea din Republica Moldova), numit Podișul Moldovei Centrale care include:
  - Dealurile Ciuluc-Soloneț,
  - Dealurile Corneștilor,
  - Colinele Tigheciului,
  - Podișul Basarabiei de Sud (Dealurile Nistrului Inferior),
  - Valea Prutului Inferior

e. Câmpia Nistrului Inferior (Câmpia Bugeacului ?),

f. Culoarul Siretului, orientat de la nord spre sud constituie o zonă de trecere între Podișul Bârladului și Subcarpații Moldovei. Acesta este constituit dintr-o succesiune de lunci și terase.

## Podișul Dobrogei
Podișul Dobrogei (sau Munții Dobrogei) este situat între valea Dunării în vest și nord și Marea Neagră în est, constituind singura mare unitate extra-carpatică, având aflorate cele mai vechi structuri geologice și morfologice din România. 